# زهوف (آلمان)
زهوف (به آلمانی: Seehof) یک شهر در آلمان است که در نوردوست‌مکلنبورگ واقع شده‌است. زهوف ۱٬۰۱۹ نفر جمعیت دارد.